# Relaciones Chile-Malasia
Las relaciones entre Chile y Malasia se refieren a las relaciones diplomáticas entre Malasia y Chile. Chile tiene una embajada en Kuala Lumpur, y Malasia tiene una embajada en Santiago de Chile.

## Historia

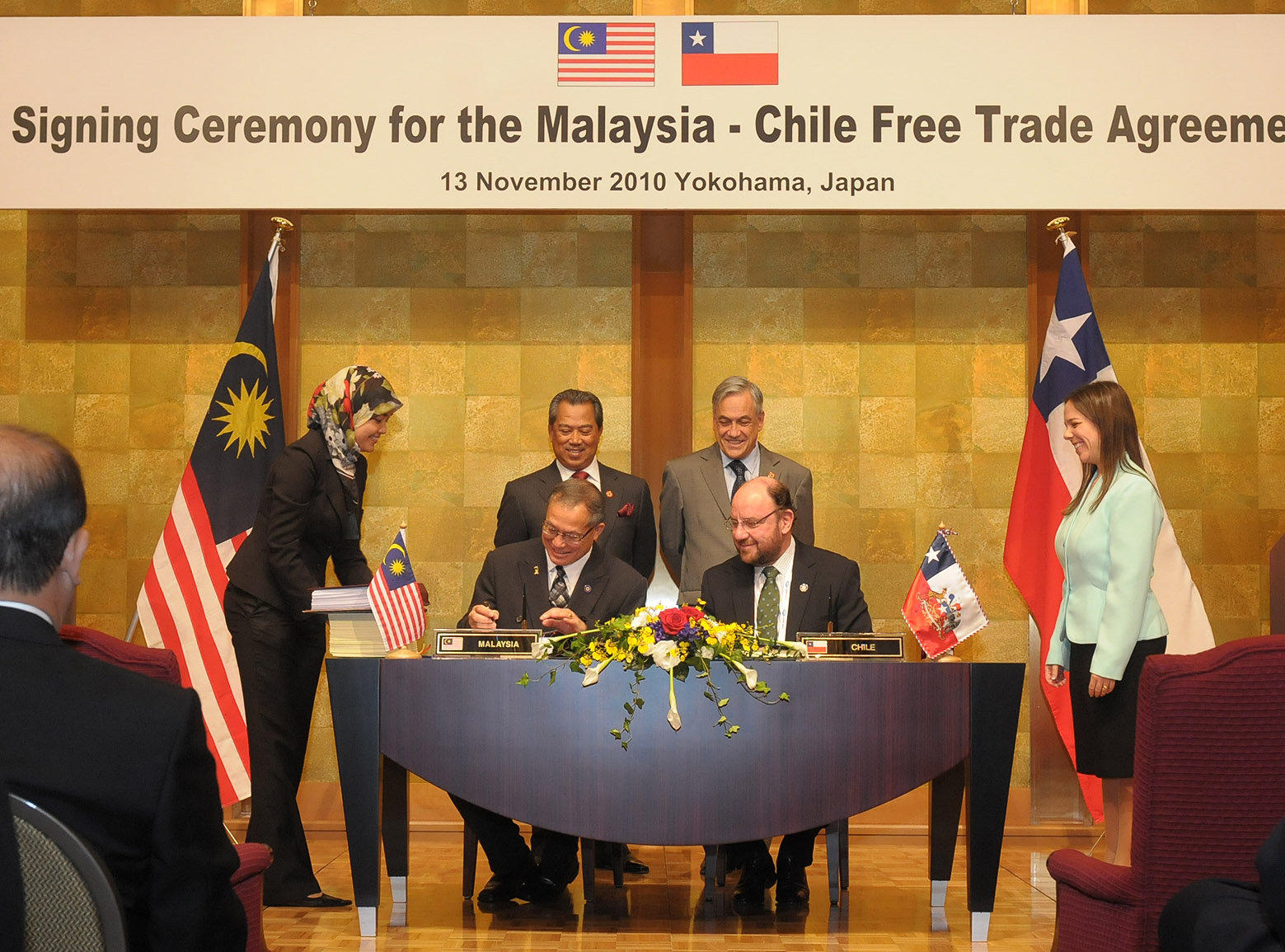
Firma del Tratado de Libre Comercio entre Malasia y Chile en 2010

Las relaciones entre los dos países se establecieron el 22 de mayo de 1979, con la embajada de Chile abierta desde 1989.

## Relaciones económicas
El comercio total en 1990 alcanzó los 800 millones de dólares. En el mismo año, el primer ministro malasio Ghafar Baba propuso un plan especial para ayudar a los empresarios extranjeros a visitar Malasia tras su visita a Chile. Tanto Chile como Malasia acordaron establecer un comité mixto para cooperar en el campo de la información y la radiodifusión en 1994. Las relaciones económicas entre los dos países se basan en la cooperación Sur-Sur y en 1995 se firmaron pactos bilaterales.
En 2009, el comercio total entre Chile y Malasia es de $ 336 millones, con el total de exportaciones de Malasia a Chile fueron $ 16,8 millones, mientras que la importación con $ 148,7 millones. 
La Cocina chilena comienza a ser promovida en Malasia en el mismo año. En 2010 se firmó un memorando de entendimiento (MoU) para mejorar los enlaces aéreos, con el arancel sobre el acuerdo comercial fue desguazado en el mismo año. El Tratado de Libre Comercio entre los dos países entró en vigor a partir de 2011, como grupo de estudio conjunto se ha formado desde 2006 para el tratado. Chile ha desarrollado una empresa conjunta en construcción naval a través de ASMAR con un buque cisterna y dos remolcadores fueron construidos en Kuching, Malasia. Mientras que en el lado malayo, un modelo malasio del coche Proton se ha exportado a Chile.
En 2022, el intercambio comercial entre ambos países ascendió a los 481,5 millones de dólares estadounidenses, lo que supuso un 5% de crecimiento promedio anual en los últimos cinco años. Los principales productos exportados por Chile fueron cobre, madera de pino insigne y salmones, mientras que Malasia exportó mayoritariamente grasas y aceites vegetales y televisores.

## Visitas oficiales
El 19 de abril de 2009, Yang Di-Pertuan Agong, Mizan Zainal Abidin de Terengganu, Sultán Mizan Zainal Abidin y Raja Permaisuri Agong, Tuanku Nur Zahirah hicieron una primera visita oficial a Chile y se reunieron con la Presidenta de Chile, Michelle Bachelet.